# Le silence des ombres
Le silence des ombres (deutsch etwa: „Die Stille der Schatten“) ist ein Opern-Triptychon mit den Teilen La mort de Tintagiles (Der Tod des Tintagiles), Intérieur (Daheim) und Alladine et Palomides (Alladine und Palomides) von Benjamin Attahir, der als Libretto drei gleichnamige kleine Dramen für Puppenspiel von Maurice Maeterlinck aus dem Jahr 1894 nutzte. Das Triptychon wurde am 25. September 2019 im Königlich-Flämischen Schauspielhaus Brüssel (KVS) uraufgeführt. 

## Handlung

### La mort de Tintagiles
(Szenenhinweise nach der Übersetzung von Friedrich von Oppeln-Bronikowski)
Erster Akt. Auf dem Gipfel eines Hügels, der das Schloss beherrscht
Ygraine führt ihren kleinen Bruder Tintagiles zu dem düsteren Haus auf einer Insel, in dem sie mit ihrer Schwester Bellangère und dem alten Diener Aglovale wohnt – der Vater lebt nicht mehr, und ihre beiden Brüder sind verschollen. Tintagiles hat seine ersten Jahre jenseits des Meeres verbracht, musste jetzt aber auf Befehl der Königin zurückkehren. Die Schwestern haben es nie gewagt, die Insel zu verlassen. Das vernachlässigte Schloss der Königin liegt in einem Tal hinter toten Bäumen. Nur der riesige Turm ist zu sehen und wirft seinen Schatten auf das Haus. Die alte Königin, Großmutter der Geschwister, lebt allein in ihrem Schloss, ohne es jemals zu verlassen. Alle fürchten ihre unerklärliche Macht, der offenbar alle anderen Familienmitglieder zum Opfer gefallen sind. Die Schwestern sind fest entschlossen, ihren Bruder vor ihr zu schützen. Ygraine mahnt Tintagiles, sich nie von ihr oder Aglovale zu entfernen.
Zweiter Akt. Ein Gemach im Schloss
Ygraine teilt Bellangère mit, dass sich Tintagiles nach der langen Reise in ihr Bett gelegt habe und ohne Grund weine. Bellangère ist beunruhigt. Sie hat am Turm eine offene Pforte bemerkt, ist vorsichtig eingetreten und konnte so ein Gespräch der Dienerinnen belauschen. Diese sprachen von einem kleinen Kind, das die Königin sehen wolle. Sie werden möglicherweise noch diesen Abend kommen, um es zu holen. Ygraine ist sich sicher, dass Tintagiles in Gefahr ist. Sie hofft, dass die Königin Erbarmen zeigt, wenn sie sich ihr unter Tränen unterwerfen. Das habe auch in der Vergangenheit geholfen. Selbst die Männer hätten sich einst vor ihr auf den Boden geworfen. Eigentlich sei es längst Zeit für einen Aufstand. Bellangère und Aglovale versprechen, in ihrer Nähe zu bleiben. Aglovale fühlt sich allerdings zu alt für einen Kampf. Er rät den Schwestern, die Türen zu schließen und Tintagiles fest in die Arme zu nehmen.
Dritter Akt. Dasselbe Gemach
Ygraine hat die drei Tore des Hauses untersucht. Sie will mit Aglovale nur die große Tür bewachen, da sich die beiden anderen nicht mehr öffnen lassen. Aglovale hat sein altes Schwert geholt und setzt sich auf die Türschwelle. Bellangère trägt Tintagiles herein. Er ist bleich, wirkt schwächlich und erklärt, nicht mehr gehen zu können. Außerdem fürchtet er sich vor der Dunkelheit, da die einzige Lampe nur wenig Licht gibt. Plötzlich schreit er auf, da er hinter der Pforte Geräusche gehört hat, und sinkt ohnmächtig nieder. Aglovale bestätigt, dass sich Leute nahen. Ein Schlüssel knarrt im Schloss, und die Tür öffnet sich etwas. Aglovale versucht, die Öffnung mit seinem Schwert zu schließen, doch es zerbricht. Nur mit vereinten Kräften gelingt es ihnen, die Tür zuzudrücken. Die Eindringlinge ziehen sich zurück. Erleichtert schließen sich alle vier in die Arme.
Vierter Akt. Ein Gang vor dem Gemach des vorigen Akts
Kurz vor Mitternacht lauschen die drei Dienerinnen der Königin an der Pforte, ob die Bewohner noch wach sind. Da sie nichts hören, dringen sie in das Gemach ein und finden Tintagiles schlafend in enger Umarmung seiner Schwestern. Vorsichtig lösen sie die Arme und Haare der Mädchen und entführen das Kind unbemerkt. Als sie das Ende des Gangs erreichen, erwacht Tintagiles und stößt einen Schrei aus. Die Schwestern schrecken aus dem Schlaf auf. Ygraine nimmt die Verfolgung auf. Ihre Schwester Bellangère bricht vor der Tür zusammen.
Fünfter Akt. Ein großes eisernes Tor unter sehr finsteren Gewölben
Ygraine ist alleine in den düsteren Turm vorgedrungen, in dem sie Tintagiles vermutet. Sie ruft verzweifelt nach ihrem Bruder und schlägt mit den Fäusten an die Pforte. Tintagiles antwortet schwach von der anderen Seite. Beide versuchen vergeblich, die schwere Tür zu öffnen. Dabei zerbricht Ygraines Lampe, sodass sie sich in völliger Dunkelheit befindet. Die beiden verabschieden sich mit einer symbolischen Umarmung voneinander, bis Tintagiles zu Boden stürzt. Ygraine konnte ihn nicht schützen.

### Intérieur
(Szenenhinweise nach der Übersetzung von George Stockhausen)
Ein alter Garten mit Weidenbäumen; im Hintergrund ein Haus mit drei erleuchteten Fenstern.
Durch die Fenster ist deutlich eine Familie zu sehen, die bei Lampenschein friedlich die Nacht durchwacht. Der Vater sitzt am Kamin. Die Mutter blickt ins Leere, einen Arm auf den Tisch gestützt. Zwei weiß gekleidete junge Mädchen sticken und träumen lächelnd vor sich hin. Ein Kind schläft unter dem linken Arm der Mutter.
Der Alte und der Fremde erscheinen im Garten und beobachten die Familie vorsichtig. Die beiden müssen ihnen die Nachricht vom Tod der dritten Tochter überbringen, die der Fremde ertrunken im Fluss gefunden hat. Sie überlegen, wie sie das möglichst schonend tun können, ohne die betagten und kränklichen Eltern zu überfordern. Der Alte schlägt vor, zuerst alleine in das Haus zu gehen, da er mit der Familie bekannt ist. Da er fürchtet, nach den ersten Worten nichts mehr sagen zu können, soll ihm der Fremde folgen, sodass sie sich mit dem Bericht abwechseln können. Während die beiden das stille Familienleben im Haus betrachten, gehen sie das Geschehen noch einmal durch: Der Fremde war abends auf dem Weg zum Dorf. Da es bereits dämmerte, ging er auf den Fluss zu, wo noch besseres Licht war. Dort entdeckte er das tote Mädchen. Der Alte hatte sich noch am Morgen mit ihr unterhalten, als sie aus der Kirche kam. Sie habe ihren Großvater auf der anderen Seite des Flusses besuchen wollen. Der Fremde hat von den Bauern erfahren, dass sie bis zum Abend am Fluss umhergeirrt sei – möglicherweise habe sie nach Blumen gesucht. Jetzt wachen Marthe und Marie, die beiden Enkelinnen des Alten, bei der Toten, während die Bauern eine Tragbahre herstellen. Es ist nur eine Frage der Zeit, bis sie zum Haus kommen. Bis dann sollte die Familie alles erfahren haben.
Marie kommt hinzu und berichtet, dass das ganze Dorf auf dem Weg sei. Sie habe die Leute gebeten, ihre Lichter auszulöschen und leise zu sein. Die beiden Schwestern im Haus schauen eine Weile aus den Fenstern, ohne die anderen zu bemerken. Auch Marie ist beeindruckt von der friedlichen Stimmung im Haus. Wie ihr Großvater hat sie Hemmungen, das Familienglück zu zerstören. Sie bittet ihn, den nächsten Morgen abzuwarten – doch Marthe warnt bereits vor dem Nahen der Dorfbewohner. Sie hat sie zwar gebeten, auf dem Weg zu warten, doch es sind auch schreiende Kinder darunter. Sie hat die Tote bereits etwas hergerichtet, deren Ring und etwas Obst für das Kleinkind mitgebracht und Blumen pflücken lassen. Es ist höchste Zeit, die Familie zu informieren. Der Alte bittet sie, mit ihrer Schwester zu warten, während der Fremde die Bauern aufhält und er selbst ins Haus geht. Marie, Marthe und er Fremde beobachten den Eintritt des Alten und die Reaktionen der Familie mitfühlend von draußen. Die Menge aber drängt zu den Fenstern und wird zunehmend unruhig. Kinder schreien, weil sie ebenfalls sehen wollen. Am Kopfnicken des Alten erkennen alle, dass er „es gesagt“ hat. Vater, Mutter und die beiden Töchter eilen zur Tür hinaus. Alle gehen auf einmal ab. Nur das kleine Kind bleibt im Haus zurück. Der Fremde bemerkt abschließend, dass es nicht aufgewacht ist.

### Alladine et Palomides
(Szenenhinweise nach der Übersetzung von Friedrich von Oppeln-Bronikowski)
Erster Akt. Parkwildnis
Szene 1. Der alte König Ablamore betrachtet seine schlafende junge Sklavin Alladine, in die er sich verliebt hat. Er hat ihr seine Gefühle noch nicht offenbart, will sie aber heiraten und zur Königin machen. Er küsst sie vorsichtig und freut sich über ihr Lächeln.
Szene 2. Alladine erwacht, als ein Reiter zwischen den Bäumen auftaucht. Es ist Palomides, der Verlobte von Ablamores Tochter Astolaine, der einige Tage vor der geplanten Hochzeit angereist ist.
Szene 3. Palomides teilt dem König mit, dass Astolaine erst am nächsten Tag kommen werde. Seine eigenen Schwestern sind bereits drei Tage zuvor eingetroffen.
Szene 4. Ablamore stellt ihm Alladine vor. Diese liebkost ein Lamm, das sie von ihrer Patin erhalten hat und von dem sie jetzt unzertrennlich ist. Alladine und Palomides fühlen sich sofort zueinander hingezogen.
Szene 5. Alladine erzählt Palomides, dass sie sich in dem riesigen Palast noch immer verloren fühle und sich einmal sogar darin verirrt habe.
Zweiter Akt
Szene 1. Ein Gemach im Schloss. Ablamore trifft auf Alladine, die gedankenversunken aus dem Fenster auf den Park schaut. Er vertraut ihr an, dass er sich um seinen Sohn sorgt, der seit einiger Zeit verändert scheint. Ablamore lädt Alladine zu einem Spaziergang ein. Sie lehnt ab, da sie sich nicht wohl fühlt. Als Ablamore die Tür öffnet, läuft das Lamm unbemerkt hinaus.
Szene 2. Eine Zugbrücke über den Gräben des Schlosses. Bei der Rückkehr von der Jagd trifft Palomides auf Alladine und ihr Lamm. Er warnt sie vor der gefährlichen Brücke, die über reißendes Wasser führt. Das Lamm springt aus Alladines Händen, fällt in den Graben und wird in einen Strudel gezogen. Alladine ist entsetzt. Sie will Palomides nicht mehr sehen.
Szene 3. Ein Gemach im Schloss. Ablamore spricht mit Alladine über ihre Gefühle für Palomides. Er hat die beiden am Vortag bei einem Kuss beobachtet, den sie sich unter dem Fenster Astolaines gaben. Er vermutet einen geheimen Plan der beiden, da sie gewusst haben mussten, dass sie gesehen wurden. Obwohl Ablamore ihr alles verzeihen will, bestreitet Alladine den Kuss. Ablamore wirft sich vor ihr auf die Knie und bittet sie um Mitgefühl für Astolaine, die einzige noch lebende seiner sieben Töchter. Diese habe durch Palomides gerade erst ihren Lebenswillen wiedergefunden. 
Szene 4. Astolaines Gemach. Palomides spricht offen mit Astolaine über seine Gefühle für Alladine. Obwohl Astolaine ihn noch immer liebt, zeigt sie Verständnis und will ihm helfen.
Dritter Akt
Szene 1. Ein Gemach im Schloss. Astolaine teilt ihrem Vater mit, dass sie Palomides nicht heiraten werde, da sie selbst sich verändert habe. Sie will ihr weiteres Leben an der Seite Ablamores verbringen. Vater und Tochter umarmen sich.
Szene 2. Ein Gemach im Schloss. Alladine, Palomides wollen zusammen mit seinen Schwestern aus dem Schloss fliehen, da sie Ablamore nicht mehr trauen. Astolaine hat bereits alles Notwendige vorbereitet. Doch jetzt bekommt Palomides Gewissensbisse. Er will Alladine am nächsten Tag seine Entscheidung mitteilen.
Szene 3. Ein Gang vor Alladines Gemach. Astolaine ist dabei, Palomides’ Schwestern zu den im Wald wartenden Pferden zu führen. Sie ist besorgt, da Palomides offenbar trotz der zunehmenden Gefahr zu bleiben beabsichtigt und sie bei ihrem Vater inzwischen Anzeichen von Wahnsinn bemerkt hat. Sie vermutet, dass er Alladine in ihr Zimmer eingeschlossen hat, doch hat sie jede Nacht an der Tür gelauscht, ohne etwas zu hören. Als sie Ablamore in einiger Entfernung singen hören, verstecken sich Astolaine und die Schwestern. Ablamore lässt sich auf einer Bank neben der Tür nieder und schläft mit den Schlüsseln in der Hand ein. Wenig später erscheint auch Palomides, der dem König unbemerkt gefolgt ist. Es gelingt ihm, die Schlüssel an sich zu nehmen und das Gemach zu betreten. Dort findet er Alladine gefesselt und geknebelt. Der inzwischen wieder erwachte Ablamore zeigt sich freundlich. Er fordert Alladine und Palomides auf, aus dem Fenster zu schauen, den Blick auf die Landschaft zu genießen und sich zu umarmen.
Vierter Akt. Weite unterirdische Grotten
Szene 1. Alladine und Palomides wurden im Schlaf überwältigt, gefesselt und mit verbundenen Augen in eine Höhle verschleppt. Palomides befreit sich, kann in der Dunkelheit aber noch nichts erkennen. Mühsam tastet er nach Alladine, um auch ihre Fesseln zu lösen.
Szene 2. Alladines Augenbinde wurde mit vielen goldenen Seidenfäden an ihre Haare geknotet und muss abgerissen werden.
Szene 3. Palomides nimmt an, dass sie sich in den Grotten unterhalb von Ablamores Palästen befinden, die mit dem Meer verbunden sind und regelmäßig überflutet werden. Die beiden umarmen und küssen sich zärtlich. Übernatürliches Licht dringt hinein, und sie bewundern eine Weile den Glanz des Wassers.
Szene 4. In der Ferne hört Palomides Eisen gegen die Felsen schlagen. Am äußersten Ende des Gewölbes löst sich erst ein Stein und dann ein ganzes Felsstück. Es wird hell.
Szene 5. Astolaine und Palomides’ Schwestern dringen in die Grotte vor, um das Paar zu retten.
Fünfter Akt. Ein Gang
Einleitung.
Szene 1. Palomides’ Schwestern warten vor einer der vielen Türen des Korridors, als würden sie diese bewachen. Vor einer anderen Tür spricht Astolaine mit einem Arzt über den Wahnsinn ihres Vaters, der nach seiner letzten Tat singend unter Tränen in die Wiesen gelaufen ist und seitdem nicht mehr gesehen wurde. Sie weiß nicht, was Palomide und Alladine zugestoßen ist, denn die beiden haben seit ihrer Rettung kein Wort mehr gesprochen. Der Arzt vermutet, dass sie sich im Wasser erkältet haben oder das Wasser durch das verwesende Lamm Giftstoffe enthielt. Er mahnt zu absoluter Ruhe. Wenn die beiden überleben sollen, müssten sie einander vergessen.
Szene 2. Die Schwestern sind zutiefst besorgt um Palomides. Sie verstehen nicht, warum der König so sehr gegen ihn aufgebracht war. Astolaine versucht, sie zu beruhigen und weist sie darauf hin, dass ihr Vater glaubte, Gutes zu tun. Astolaine und die Schwestern bemerken, dass Alladine und Palomides allmählich das Bewusstsein wiedererlangen. Sie wollen den Rat des Arztes befolgen und verhindern, dass sich die beiden hören können.
Szene 3. Alladine und Palomides rufen einander mit schwacher Stimme und versichern sich traurig ihrer Liebe, bis ihre Stimmen versagen.

## Gestaltung
Für die beiden Rahmenwerke La mort de Tintagiles und Alladine et Palomides nutzte der Komponist ähnliches musikalisches Material, das er aber auf komplementäre Weise mit unterschiedlicher Farbgebung verarbeitete. La mort de Tintagiles beginnt mit einem Solo für Serpent, Alladine et Palomides dagegen mit einem für Violoncello. Die Gesangspartien bestehen aus komponiertem Parlando. Im kurzen Mittelteil Intérieur dagegen wird gesprochener Text vom Orchester „‚nur‘ atmosphärisch grundiert“. Er enthält ein längeres Trio für drei Bratschen und Sprechstimmen.
Attahirs Musik ist nicht atonal. Koen Van Caekenberghe zufolge „spielt [sie] mit der Spannung zwischen Konsonanz und Dissonanz innerhalb einer geschlossenen Klangwelt, die alle Markenzeichen des außergewöhnlichen Universums von Maeterlincks Symbolismus besitzt“. Die Rezensentin der Tageszeitung Le Monde erinnerte besonders La mort de Tintagiles mit seinem durchgängigen „Orchesterfluss“ („verstärkt durch rhythmische Ostinati und subtil fugierten Kontrapunkten“) an die Musik Claude Debussys, der mit Pelléas et Mélisande ebenfalls einen Text Maeterlincks vertont hatte. Die Musik von Alladine et Palomides ist der Rezensentin von Forum Opera zufolge „schlicht[] und prägnant[], aber mysteriöser und traumhafter, mit orientalisierenden Leitmotiven und kurzen Erinnerungen an Debussy“.

### Orchester
Die Opern benötigen aufgrund der räumlichen Beschränkungen des Brüsseler Schauspielhauses KVS nur eine reduzierte Orchesterbesetzung ohne Violinen. Um eine konkrete zeitliche oder räumliche Lokalisierung der Handlung durch den Orchesterklang zu vermeiden, integrierte Attahir einige ungewöhnliche Instrumente wie den im 17. Jahrhundert gebräuchlichen Serpent oder das im 19. Jahrhundert entwickelte Akkordeon. Das Orchester enthält die folgenden Instrumente:
- Holzbläser: Flöte (auch Piccolo und Flöte in G), Oboe (auch Oboe d’amore), Klarinette in B (auch Bassklarinette), Fagott (auch Kontrafagott)
- Blechbläser: zwei Hörner in F, Serpent (auch Basssaxhorn in B)
- Schlagzeug: Vibraphon (groß), Tamtam, chinesisches Becken, Sizzle-Becken, Triangel, zwei Pauken (Nr. 1, Nr. 3), kleine Trommel, Maracas oder Eggshaker, Vibraslap (zur Unterstützung), Ratsche (zur Unterstützung)
- Akkordeon
- Harfe
- Klavier
- Stimme
- Streicher: drei Bratschen, drei Violoncelli, zwei Kontrabässe

## Werkgeschichte
Das Triptychon Le silence des ombres ist die erste Oper des 1989 geborenen französischen Komponisten Benjamin Attahir, der drei 1894 erschienene kleine Dramen für Puppenspiel von Maurice Maeterlinck als Libretto nutzte. Den Auftrag erhielt er vom Brüsseler Opernhaus La Monnaie/De Munt, dem Königlich-Flämischen Schauspielhaus Brüssel (KVS) und dem Théâtre National Wallonie-Bruxelles, die in der Saison 2019/20 eine sogenannte „Troika“ bildeten, um gemeinsame Programme anzubieten. Weitere koproduzierende Partner der Uraufführung waren die Queen Elisabeth Music Chapel Waterloo, Les Théâtres de la ville de Luxembourg und das Teatr Wielki Warschau.
Die Details zu dem Projekt besprach Attahir 2016 in der Villa Medici in Rom mit Peter de Caluwe (dem Direktor des Opernhauses) und dem Regisseur Olivier Lexa. Maeterlincks Dramen scheinen ihnen aufgrund ihrer prägnanten Sprache mit kurzen Sätzen ideal für eine Opernfassung, und alle drei waren bereits zuvor von anderen Komponisten in Musik gesetzt worden: La mort de Tintagiles von Lawrance Collingwood (1950), Intérieur von Giedrius Kuprevičius (1976) und Alladine et Palomides von Osvald Chlubna (1921), Emil František Burian (1923) und Jarmil Burghauser (1934). Auch Aribert Reimann hatte in seiner 2017 uraufgeführten Oper L’invisible zwei dieser drei Dramen (Interieur und La mort de Tintagiles) vertont. Lexa gab dem neuen Operntriptychon den Namen Le silence des ombres („Die Stille der Schatten“), da in „Maeterlincks Universum […] Stille und Schatten, das Ungesagte und das Ungesehene omnipräsent“ sind.
Die Uraufführung fand am 25. September 2019 im Brüsseler Schauspielhaus KVS statt. Die Inszenierung stammte von Olivier Lexa. Für die übrigen Mitwirkenden wurden bewusst junge Leute ausgewählt. Studenten der École nationale supérieure des arts visuels de La Cambre waren im Rahmen ihrer Masterarbeiten für Bühne und Kostüme zuständig. Das Lichtdesign übernahm Alexander Koppelmann. Der Komponist selbst dirigierte das dortige Kammerorchester. Die Solisten waren Julia Szproch (Tintagiles und Alladine), Raquel Camarinha (Ygraine, Marie und Astolaine), Clémence Poussin (Bellangère und Marthe), Renaud Delaigue (Aglovale und Ablamore), Luc van Grunderbeeck (der Alte), Sébastien Dutrieux (der Fremde und Arzt) und Pierre Derhet (Bauer und Palomides).
Die Rezensionen fielen gemischt aus. Benedict Hévry von Resmusca hielt das Werk für eine „Opernschöpfung von Weltklasse mit hoher Qualität“. „Die Produktion sei ein totaler visueller, dramatischer und musikalischer Erfolg.“ Manuel Brug von der Welt war weniger beeindruckt. Das Werk sei überlang, „weil die düster-verblasene, melancholisch-starre Stimmung viel zu ähnlich bleibt“. Allerdings habe Attahir bewiesen, „dass er eine eigene, durchaus wieder erzählerische Musiksprache hat und suggestiv orchestrieren kann“. Waldemar Kamer vom Online Merker fand die Produktion „leider weniger gelungen“. Die Musik sei „einfach langweilig“, die Inszenierung „wirkte wie Laientheater“ und die Beleuchtung sei „gut gemeint, aber schlecht gemacht“. Hans Reul vom Belgischen Rundfunk lobte die Leistung der Sänger und Sängerinnen und die „hervorragende Orchestrierung“. Er empfand den Abend dennoch als zu lang. Erst der dritte Teil habe „die nötige Spannung“ gezeigt. Auch Marie-Aude Roux von Le Monde kritisierte die Überlänge, vor allem des dritten Teils. Dennoch sei es „ein vielversprechendes erstes lyrisches Werk“.  Für Alma Torretta vom Giornale della musica war die Aufführung ein Erfolg, aber auch sie empfand das Stück als zu lang.

## Aufnahmen
- 2019 – Benjamin Attahir (Dirigent), Olivier Lexa (Inszenierung), Studenten der École nationale supérieure des arts visuels de La Cambre (Bühne und Kostüme), Alexander Koppelmann (Lichtdesign), Kammerorchester von La Monnaie.
 Julia Szproch (Tintagiles und Alladine), Raquel Camarinha (Ygraine, Marie und Astolaine), Clémence Poussin (Bellangère und Marthe), Renaud Delaigue (Aglovale und Ablamore), Luc van Grunderbeeck (der Alte), Sébastien Dutrieux (der Fremde und Arzt), Pierre Derhet (Bauer und Palomides).
 Videomitschnitt der Uraufführungsproduktion.
 Videostream auf der Website des Brüsseler Opernhauses La Monnaie/De Munt.[7]

## Textfassungen
- Maurice Maeterlinck, George Stockhausen (Übers.): Der Tod des Tintagiles –  Daheim – zwei kleine Dramen für Puppenspiel. Autorisierte deutsche Übersetzung der Textvorlage. F. Schneider & Co., Berlin 1899 (online im Internet Archive).
- Maurice Maeterlinck, Friedrich von Oppeln-Bronikowski (Übers.): Drei mystische Spiele: Die sieben Prinzessinnen; Alladine und Palomides; Der Tod des Tintagiles. Deutsche Übersetzung der Textvorlage. Diederichs, Leipzig 1904 (online bei HathiTrust, nur aus den USA abrufbar).